# براندون كيري
براندون كيري (بالإنجليزية: Brandon Curry)‏ ولد في 19 أكتوبر 1982) لاعب كمال أجسام من الولايات المتحدة الأمريكية محترف بالاتحاد الدولى لكمال الأجسام واللياقة البدنية (IFBB)، حامل لقب مستر أولمبيا لسنة 2019.

## ولادته ونشأته
ولد في ناشفيل بولاية تينيسي الأمريكية، اهتم بالتدريب بالأوزان منذ نعومة أظفاره حين تلقى زوجاً من الدمبلز هدية لعيد ميلاده السادس. وقد كان مغرماً بتقليد أبطال الحركة مثل جي آي جو، وروكي، ورامبو، ومحاولة الوصول إلى قمة عطائه الجسماني عضلياً مثلهم.
التحق بجامعة ولاية تينيسي المتوسطة، ويعمل كمدرب شخصي، ويقيم حالياً في كل من ناشفيل (تينيسي)، وأوشينسايد (كاليفورنيا).

## حياته الشخصية
براندون متزوج من براندي ليفر، ولديهما بنت وثلاثة أولاد.

## حياته كلاعب كمال أجسام
شارك في بطولة سوبرناتشورال بوديبيلدينغ لعام 2003، وفاز بلقبها. ثم تعددت مشاركاته ببطولات كمال الأجسام المختلفة حتى شارك عام 2011 بمستر أولمبيا وحل بالمركز الثامن، لكنه بمشاركاته اللاحقة فيها لم يحرز أكثر من المركز الخامس (عام 2018)، ثم فجأة فاز بلقبها العام التالي (2019).

## مشاركاته
- 2003 Supernatural Bodybuilding, 1st
- 2006 NPC Junior National Championships, 2nd
- 2007 NPC USA Championships, 2nd
- 2011 IFBB Mr.Olympia, 8th
- 2012 IFBB Arnold Classic, 7th
- 2013 IFBB Arnold Classic Brasil, 1st
- 2015 IFBB Arnold Classic, 16th
- 2017 IFBB New Zealand Pro, 1st
- 2017 IFBB Arnold Classic Aus, 1st
- 2017 IFBB Mr. Olympia, 8th
- 2017 IFBB Ferrigno Legacy, 1st
- 2018 IFBB Mr. Olympia, 5th
- 2019 IFBB Arnold Classic, 1st
- 2019 IFBB Mr. Olympia, 1st

## روابط خارجية
- براندون كيري على موقع IMDb (الإنجليزية)
- Brandon Curry’s MySpace page
- Brandon Curry wins 2013 Arnold Classic Brasil